# Miércoles negro
El Miércoles negro, en política y en economía, fue el 16 de septiembre de 1992, cuando el gobierno conservador británico se vio obligado a retirar la libra esterlina del Mecanismo Europeo de Cambio (ERM) después de que fuese incapaz de mantenerse por encima del límite inferior acordado.

## Consecuencias
En 1997, el Tesoro de su Majestad (HMT) hizo un análisis y estimó el coste del Miércoles Negro en 3400 millones de libras. En 2005, gracias a la Ley por la Libertad de la Información del año 2000, se supo que el coste real podría haber sido de unos 3300 millones de libras.
Las pérdidas comerciales en agosto y septiembre de 1992 fueron estimadas en 800 millones de libras, pero la principal pérdida para los contribuyentes surgió porque la devaluación les pudo haber dado ganancias. Los documentos muestran que si el gobierno hubiera mantenido 24 mil millones de dólares en reservas de moneda extranjera y la libra hubiera caído en la misma cantidad, el Reino Unido habría obtenido una ganancia de 2400 millones de libras debido a la devaluación de la libra.
En los meses anteriores a la crisis, muchos analistas, entre ellos George Soros, entonces el más destacado de los inversores del mercado de divisas, avisaron que el ritmo de entrada de la libra esterlina en el Mecanismo Europeo de Cambio era demasiado alto, ya que se hizo con presteza al tiempo que la inflación del país era demasiado alta (tres veces la inflación en Alemania en aquel entonces, ya en sí influenciada por la reunificación alemana) y las tasas de intereses británicas perjudicaban los precios de los activos. El HMT, sin embargo, creía exageradas esas evaluaciones. Soros y otros inversores, seguros de su predicción, apostaron por la venta en corto de libras esterlinas, generando ganancias en el caso de Soros de más de mil millones de libras tras el desenlace de la crisis. Muchas críticas se lanzaron hacia su persona por ese hecho, aunque algunos analistas del mercado británico las atribuyeron a una «caza de un archivillano a quien culpar» en una situación que en principio era culpa de las instituciones financieras.